# Lubniewka
Lubniewka – rzeka w zachodniej Polsce w dorzeczu Warty. Przepływa przez obszar Pojezierza Łagowskiego oraz Kotliny Gorzowskiej. Lewy dopływ Kanału Bema. Długość Lubniewki to 40,03 km.

## Opis przebiegu
Wypływa ze źródlisk położonych powyżej jeziora Lubniewsko, następnie z jeziora Lubniewsko dopływa do jeziora Lubiąż, dalej przecina zabudowę Lubniewic i wpada do jeziora Krajnik. Po wypłynięciu z jeziora Krajnik, kieruje się na północ i pokonuje Rezerwat przyrody Janie im. Włodzimierza Korsaka. Następnie przepływa przez wieś Rudnica. Po ominięciu Rudnicy, bieg rzeki skręca na zachód i po kilku kilometrach wpada do Kanału Bema na wysokości wsi Kołczyn.
Według numerycznego modelu terenu udostępnionego przez Geoportal źródło cieku znajduje się na wysokości 102,7 m n.p.m., a ujście na wysokości 14,7 m n.p.m.